# Erlenmoos
Erlenmoos è un comune tedesco di 1 830 abitanti situato nel land del Baden-Württemberg.